# Ebenezer J. Ormsbee

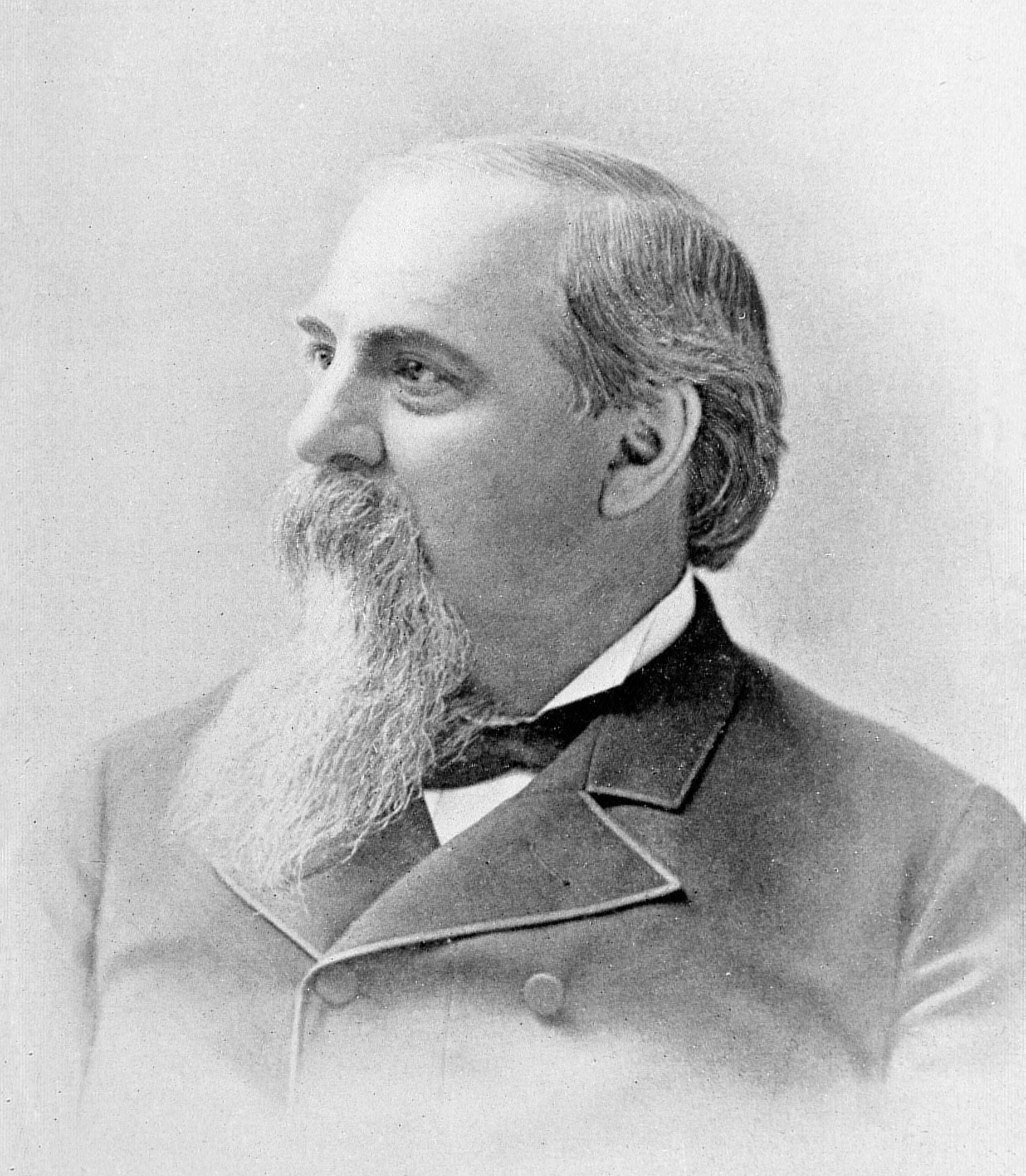
Ebenezer J. Ormsbee.

Ebenezer Jolls Ormsbee, född 8 juni 1834 i Shoreham, Vermont, död 3 april 1924 i Brandon, Vermont, var en amerikansk republikansk politiker. Han var guvernör i delstaten Vermont 1886–1888.
Ormsbee arbetade som lärare och studerade juridik före amerikanska inbördeskriget; sin advokatpraktik öppnade han 1861 i Rutland County. I kriget deltog han som frivillig i nordstatsarmén och befordrades till kapten.
Ormsbee var viceguvernör i Vermont 1884–1886. Han efterträdde 1886 Samuel E. Pingree som guvernör och efterträddes 1888 av William P. Dillingham. Ormsbee avled 1924 och gravsattes på Pine Hill Cemetery i Brandon.